# Otto Dempwolff
Otto Dempwolff (ur. 25 maja 1871 w Piławie, zm. 27 listopada 1938 w Hamburgu) – niemiecki językoznawca i antropolog, specjalista w zakresie języków austronezyjskich.
Położył wczesne zasługi na polu badania języków austronezyjskich. W trzytomowym dziele Vergleichende Lautlehre des austronesischen Wortschatzes (1934–1938) przedstawił systematyczną i kompleksową rekonstrukcję prajęzyka rodziny, na płaszczyźnie systemu dźwiękowego i słownictwa. W trakcie swojej działalności zajmował się także językami Afryki.